# Gloryhammer
Gloryhammer – brytyjski zespół wykonujący power metal, którego pomysłodawcą jest Christopher Bowes - lider szkockiej grupy Alestorm. Ich debiutancki album, Tales from the Kingdom of Fife, ukazał się 29 marca 2013 r. Jego koncept oparto na alternatywnej historii średniowiecznej Szkocji, w której czarna magia odgrywa kluczową rolę.
W roku 2016 miejsce Chrisa Bowesa na trasach koncertowych zajął Michael Barber. Chris pozostaje nadal muzykiem studyjnym i jednym z głównych kompozytorów zespołu.
22 sierpnia 2021 zespół ogłosił, że Thomas Winkler (wokalista grupy wcielający się w postać Angusa McFife) nie jest dłużej członkiem zespołu. Zastąpił go Sozos Michael.

## Dyskografia
| Tales from the Kingdom of Fife                | - Data: 29 marca 2013 - Wydawca: Napalm Records    | –  | –  | –   | 151 | - USA: 0,4 tys.+ |  |  |
| Space 1992: Rise of the Chaos Wizards         | - Data: 25 września 2015 - Wydawca: Napalm Records | 53 | 64 | 100 | 121 | - USA: 1,0 tys.+ |  |  |
| Legends from beyond the Galactic Terrorvortex | - Data: 31 maja 2019 - Wydawca: Napalm Records     |    |    |     |     |                  |  |  |
| Return to the Kingdom of Fife                 | - Data: 2 Czerwca 2023 - Wydawca: Napalm Records   |    |    |     |     |                  |  |  |
| „–” oznacza, że album nie był notowany.       |                                                    |    |    |     |     |                  |  |  |

## Teledyski
| Tytuł                                         | Rok  | Album                                         | Źródło |
| --------------------------------------------- | ---- | --------------------------------------------- | ------ |
| "Angus McFife"                                | 2013 | Tales from the Kingdom of Fife                | [ 12 ] |
| "Quest For the Hammer of Glory" (lyric video) | 2013 | Tales from the Kingdom of Fife                | [ 13 ] |
| "Universe On Fire" (lyric video)              | 2015 | Space 1992: Rise of the Chaos Wizards         | [ 14 ] |
| "Rise of the Chaos Wizards"                   | 2015 | Space 1992: Rise of the Chaos Wizards         | [ 15 ] |
| "Hootsforce"                                  | 2019 | Legends from beyond the Galactic Terrorvortex | [ 16 ] |
| "Gloryhammer"                                 | 2019 | Legends from beyond the Galactic Terrorvortex | [ 17 ] |
| "Siege of Dunkeld (In Hoots We Trust)"        | 2019 | Legends from beyond the Galactic Terrorvortex | [ 18 ] |
| "Fly Away"                                    | 2022 | -                                             | [ 19 ] |
| "Keeper of the Celestial Flame of Abernethy"  | 2023 | Return to the Kingdom of Fife                 | [ 20 ] |
| "Holy Flaming Hammer of Unholy Cosmic Frost"  | 2023 | Return to the Kingdom of Fife                 | [ 21 ] |
| "Wasteland Warrior Hoots Patrol"              | 2023 | Return to the Kingdom of Fife                 | [ 22 ] |